# Krynica Morska
Krynica Morskaⓘ (em alemão: Kahlberg, 1947–1958 Łysica) é uma cidade e comuna urbana localizada no norte da Polônia. Pertence à voivodia da Pomerânia, no condado de Nowy Dwór, no cordão do Vístula, entre a golfo de Gdansk e a lagoa do Vístula, na estrada provincial n.º 501. Uma cidade turística com um porto marítimo, quatro marinas e uma área de natação de verão.
Estende-se por uma área de 119,0 km², com 1 159 habitantes, segundo o censo de 31 de dezembro de 2024, com uma densidade populacional de 10 hab./km².

## Localização
Segundo dados de 31 de dezembro de 2024, a área de Krynica Morska era de 119,0 km². Krynica Morska representa 17,66% da área do Condado de Nowy Dwór. Segundo dados de 2005, as terras agrícolas ocupavam 1% e as florestais 16% da área da comuna.
Entre 1975 e 1998, a cidade era administrativamente parte da voivodia de Elbląg.

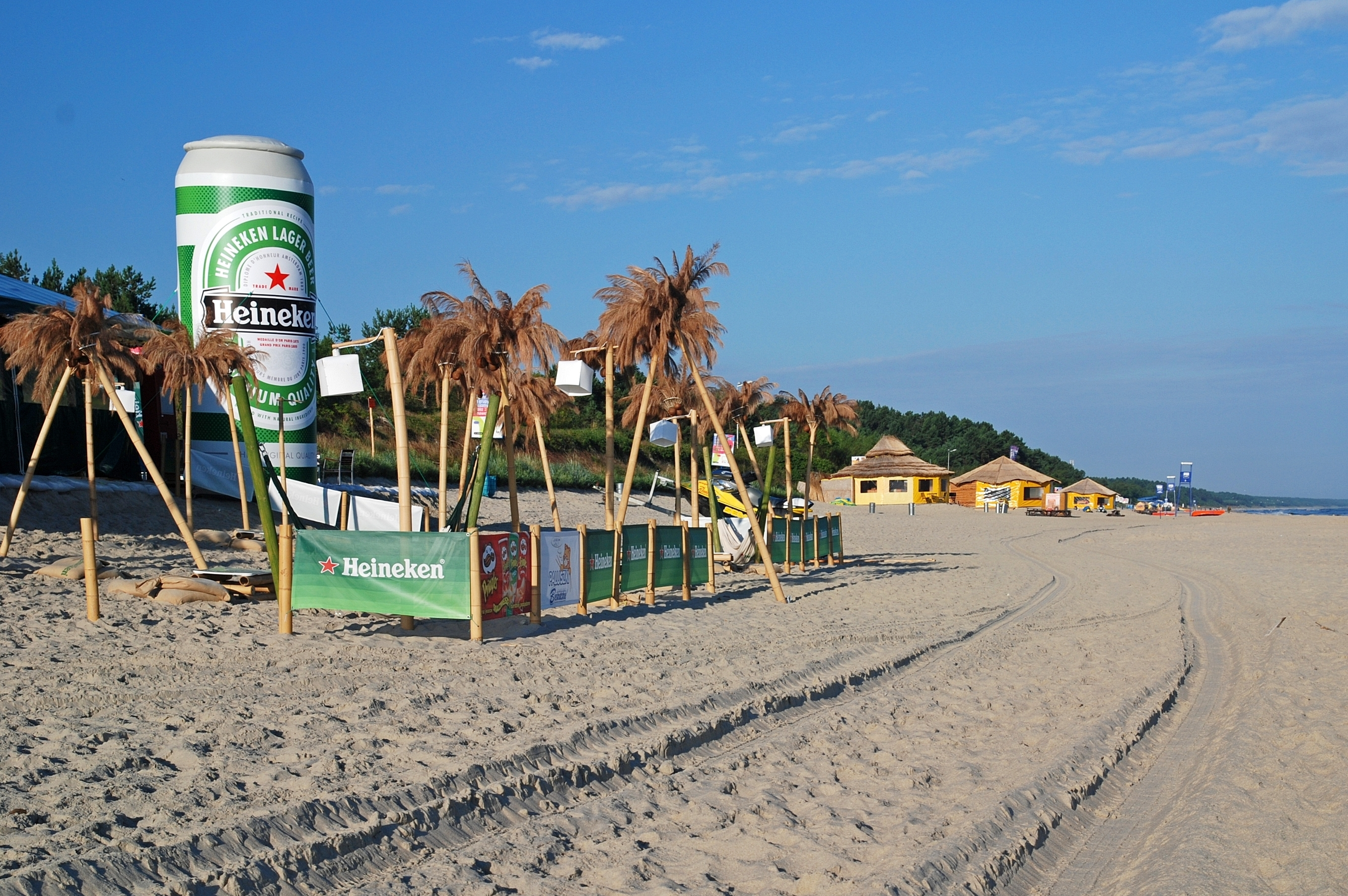
Praia
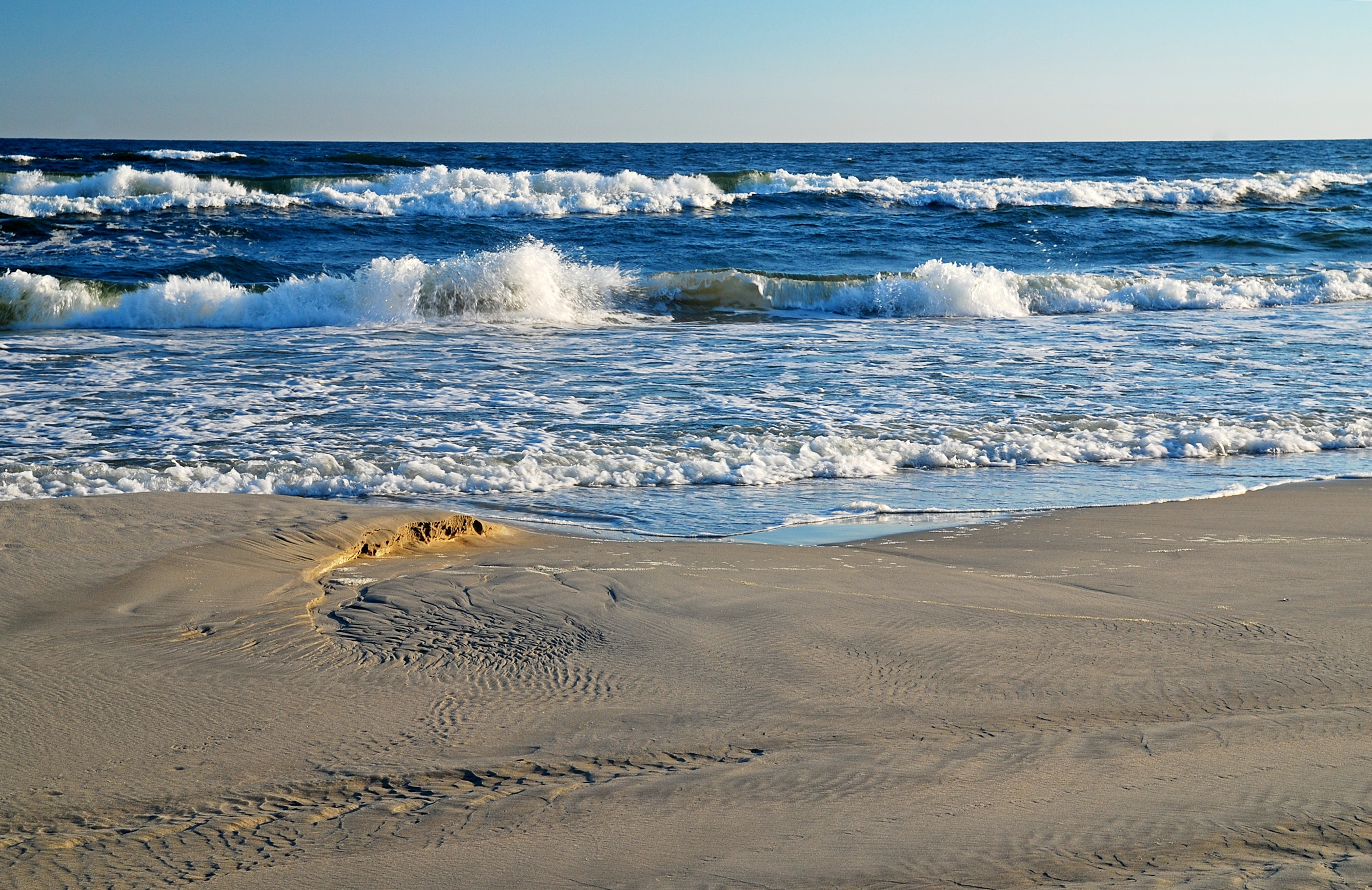
Mar Báltico em Krynica
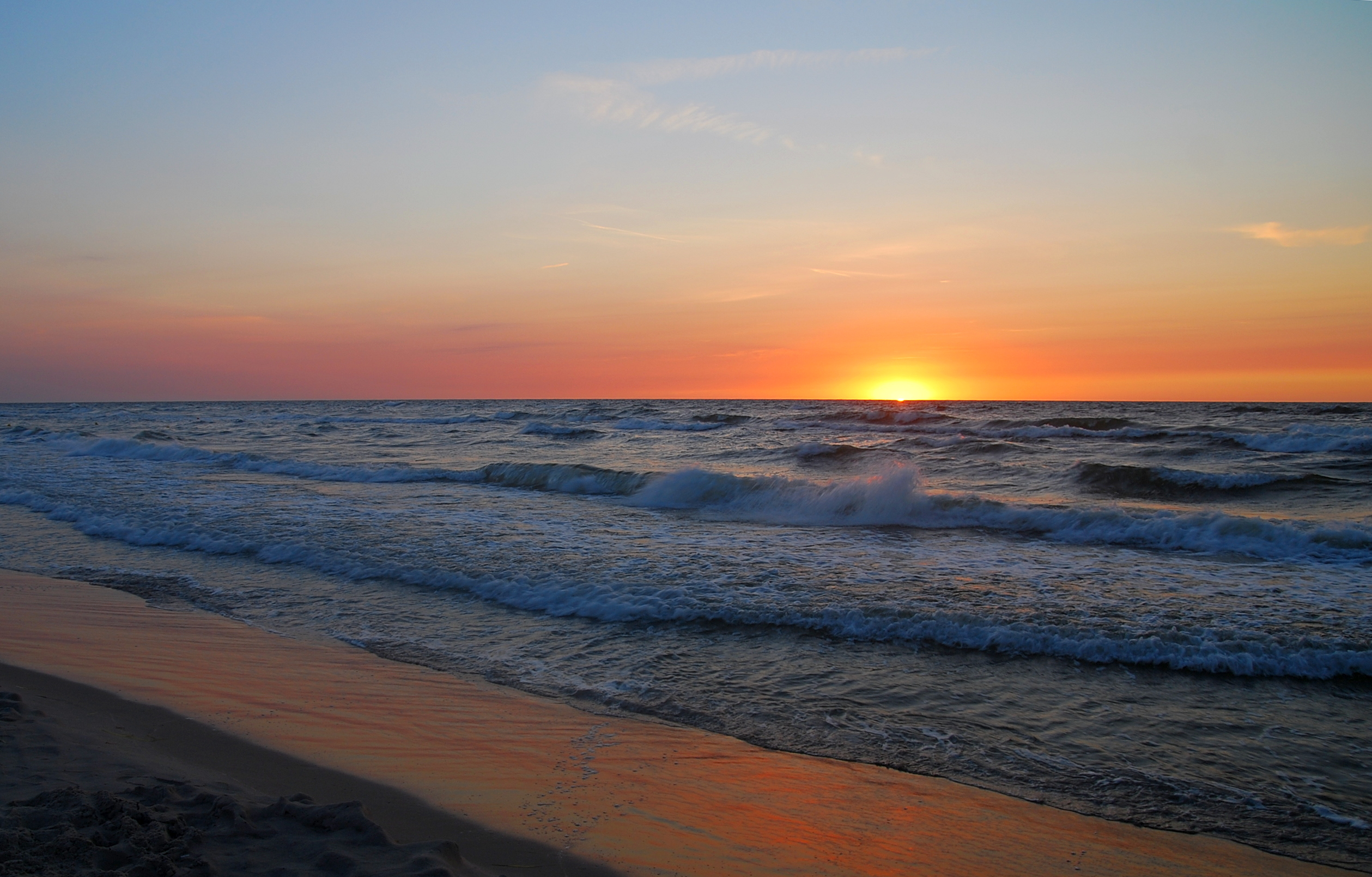
Vista da praia

## Natureza
A área de terra de Krynica Morska está localizada inteiramente no Parque Paisagístico do “Cordão do Vístula” e, ao mesmo tempo, na Área Marinha Protegida HELCOM do Sistema Báltico n.º 83, lagoa do Vístula e cordão do Vístula. A área especial de proteção do habitat da lagoa do Vístula e do cordão do Vístula cumpre uma função complementar à proteção dessa área. Ao lado da prefeitura, há um serviço de utilidade ecológica “Krynica Starodrzew”. Na parte oeste de Krynica, no distrito de Przebrno, há a Reserva Natural de Faias do Cordão do Vístula. A área marinha da comuna de Krynica Morska está incluída na Área de Proteção Especial de Aves da lagoa do Vístula. Na área de Krynica Morska, duas árvores (carvalhos-robles) foram reconhecidas como monumentos naturais.

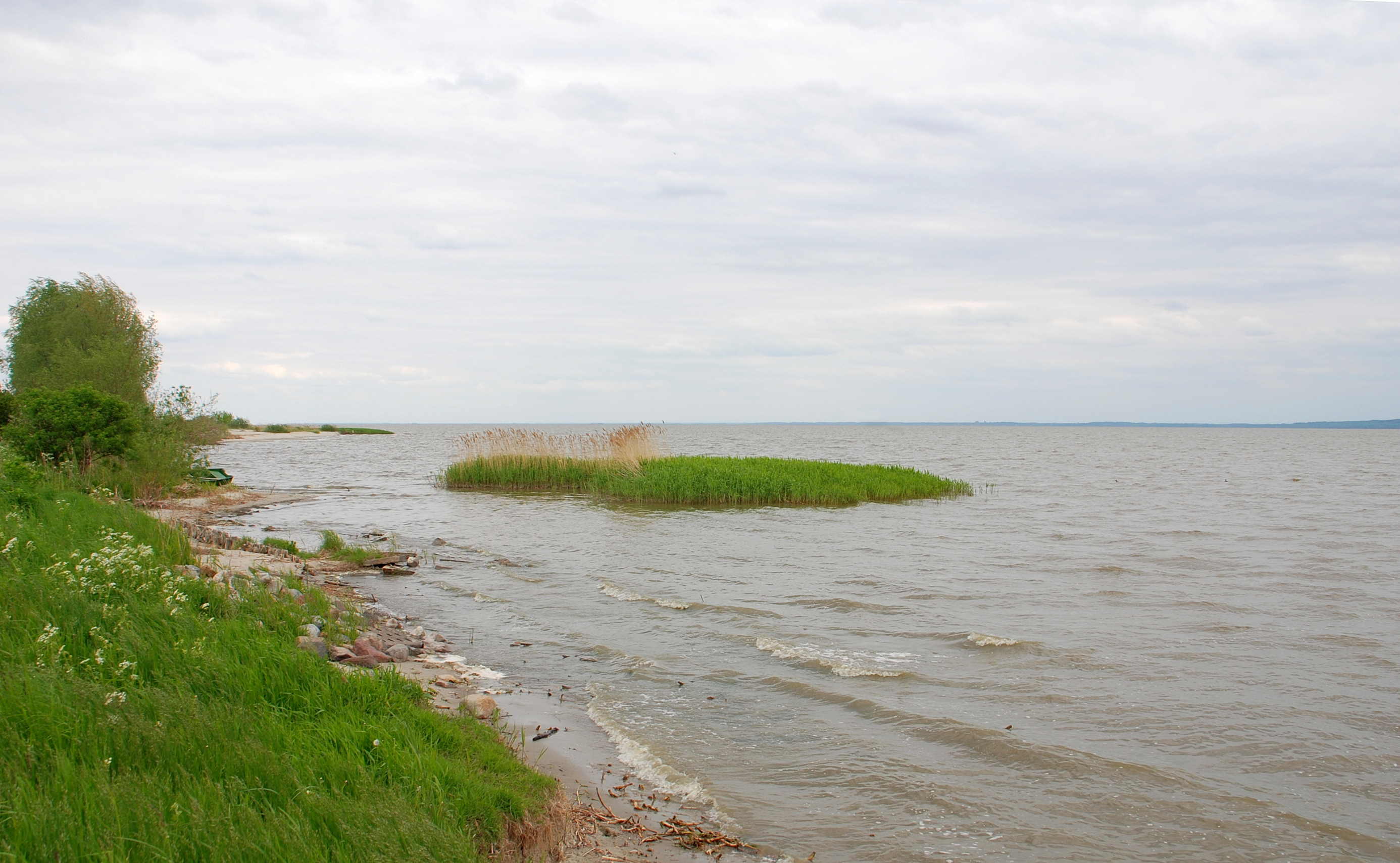
Vista da lagoa do Vístula
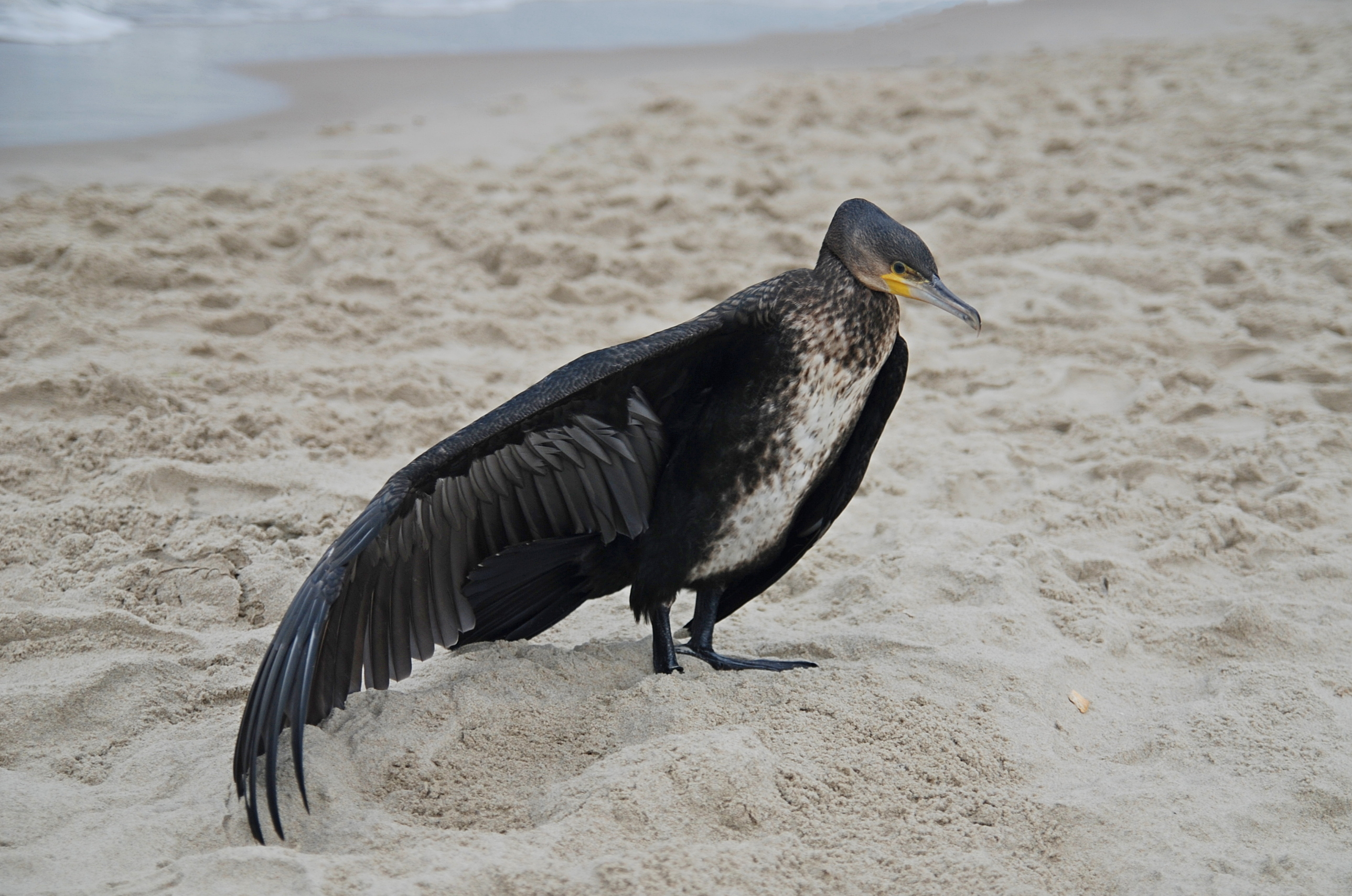
Na praia
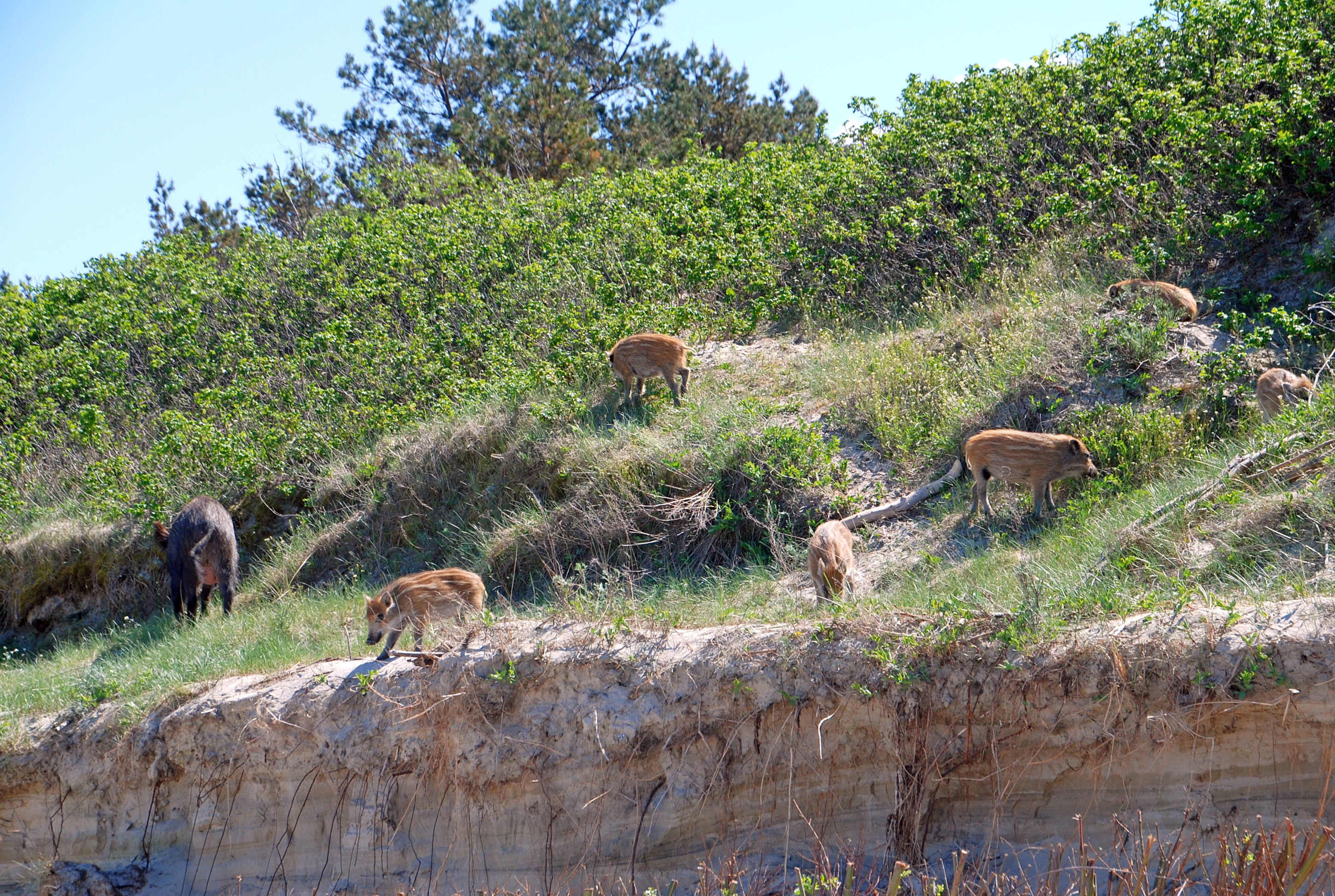
Vista da praia

## Toponímia
Temporariamente, entre 1945 e 1947, foi utilizado o nome “Łysa Góra” (Montanha Careca), que é a tradução do nome alemão. Em 1947, o nome polonês, Łysica, foi introduzido, substituindo o nome alemão anterior à guerra, Kahlberg-Liep. Em 1958, o nome foi alterado novamente para Krynica Morska. O nome atual Krynica Morska, que se refere à palavra ucraniana e ao regionalismo do sul da Polônia, é um nome completamente estranho à fala dos habitantes nativos da Pomerânia.

## Demografia
Conforme os dados do Escritório Central de Estatística da Polônia (GUS) de 31 de dezembro de 2024, Krynica Morska é uma cidade muito pequena com uma população de 1 159 habitantes (42.º, último lugar na voivodia da Pomerânia e 972.º na Polônia), tem uma área de 119,0 km² (3.º lugar na voivodia da Pomerânia e 23.º lugar na Polônia) e uma densidade populacional de 10 hab./km² (42.º, último lugar na voivodia da Pomerânia e 1013.º lugar na Polônia). Entre 2002–2024, o número de habitantes diminuiu 12,1%.
Os habitantes de Krynica Morska constituem cerca de 3,46% da população do condado de Nowy Dwór, constituindo 0,05% da população da voivodia da Pomerânia.
| Descrição                         | Total      | Total     | Mulheres   | Mulheres  | Homens     | Homens    |
| --------------------------------- | ---------- | --------- | ---------- | --------- | ---------- | --------- |
| unidade                           | habitantes | %         | habitantes | %         | habitantes | %         |
| população                         | 1 159      | 100       | 580        | 50        | 579        | 50        |
| área                              | 119,0 km²  | 119,0 km² | 119,0 km²  | 119,0 km² | 119,0 km²  | 119,0 km² |
| densidade populacional (hab./km²) | 10         | 10        | 5          | 5         | 5          | 5         |

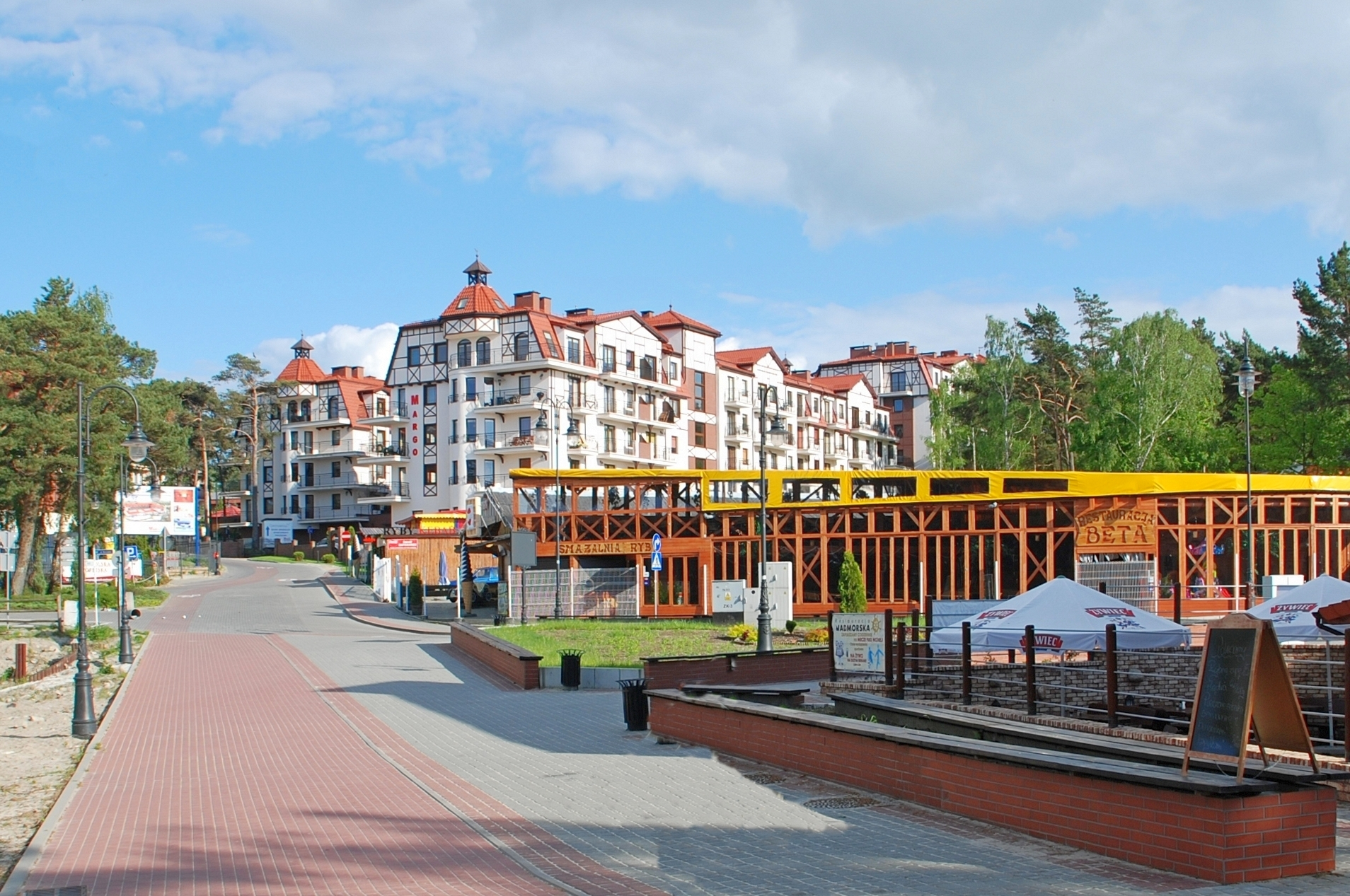
Avenida da Amizade
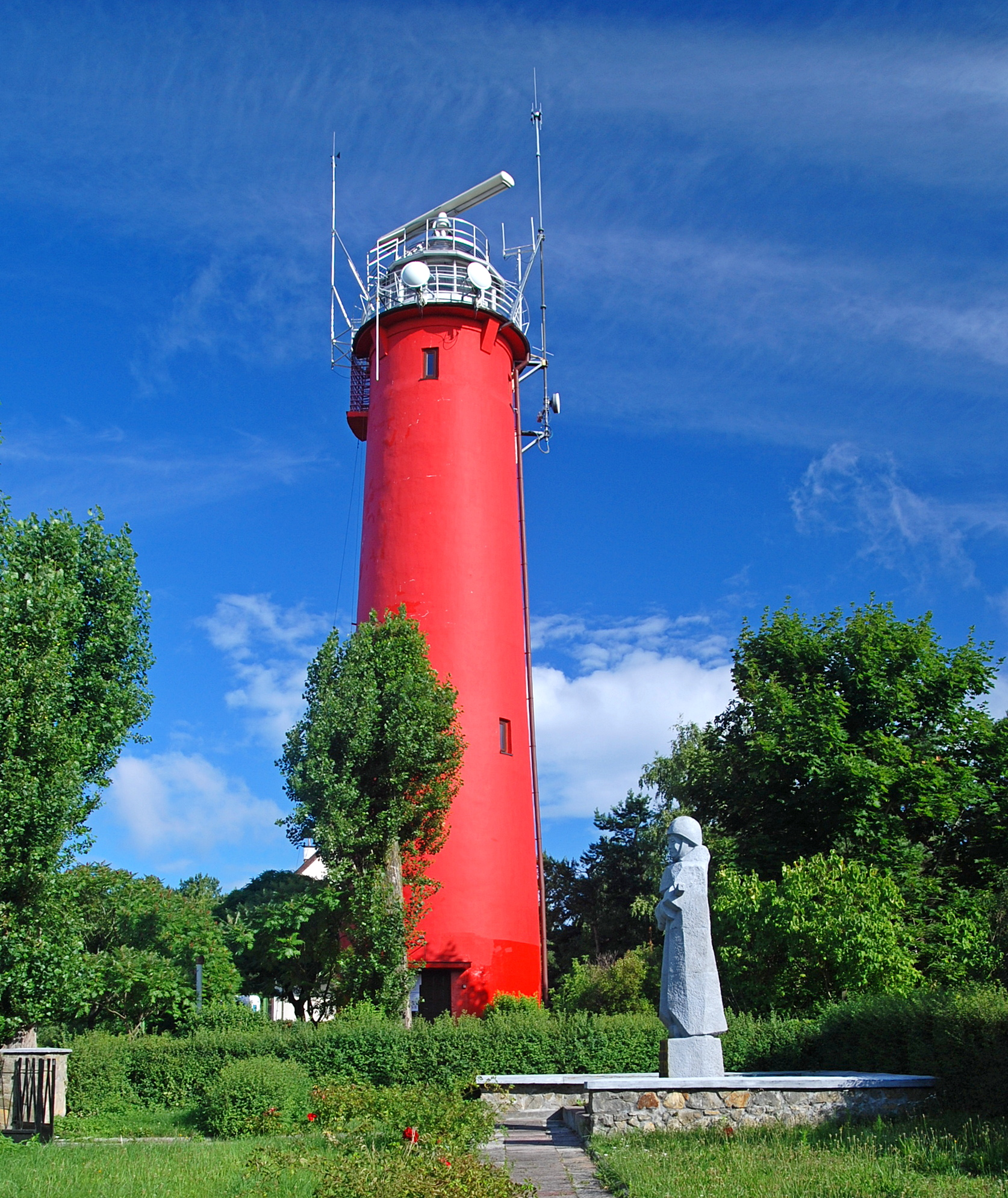
Farol com monumento no cemitério dos soldados soviéticos
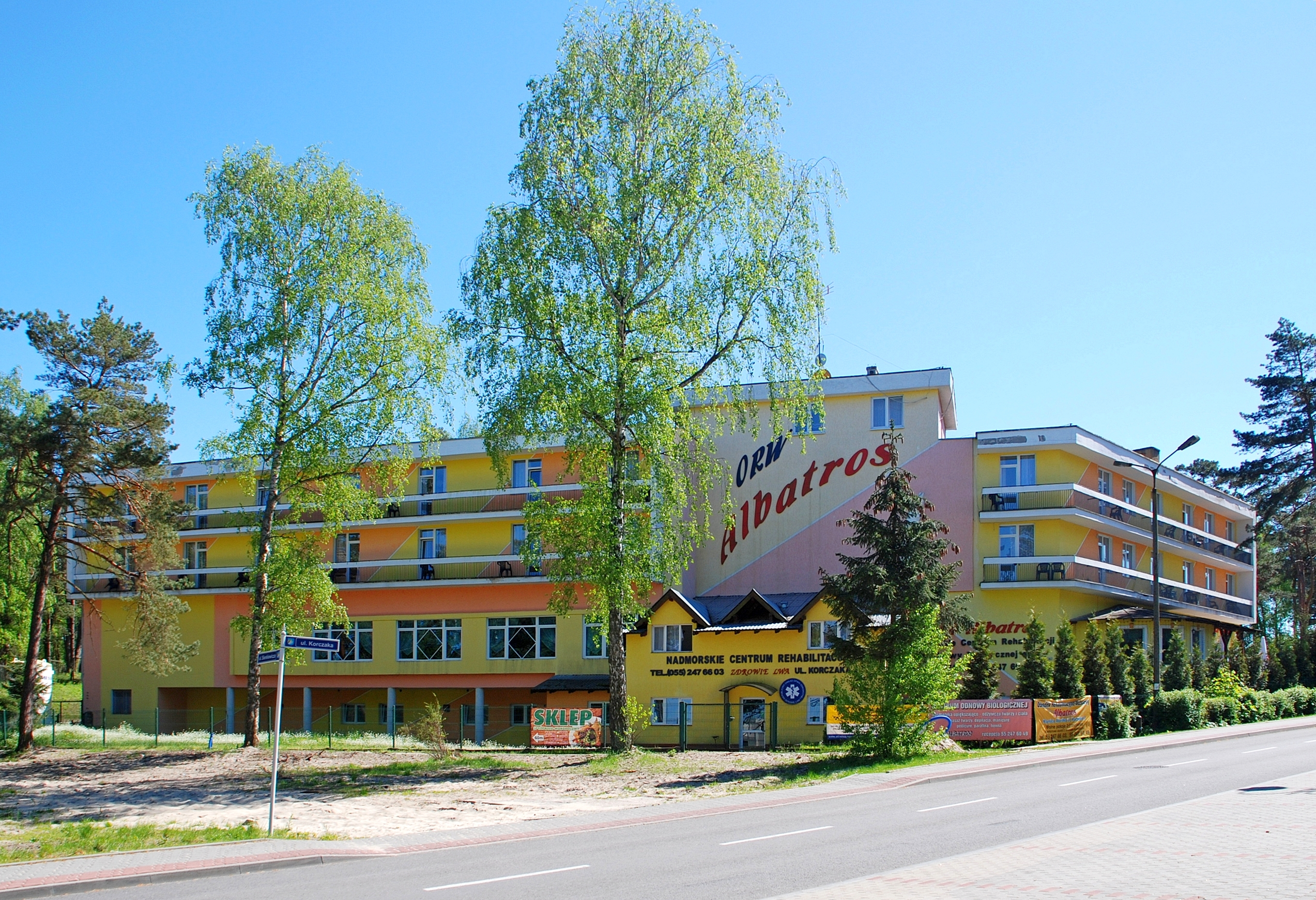
Centro de lazer “Albatros”

## Partes integrantes da cidade
| Nome do distrito | Tipo            |
| ---------------- | --------------- |
| Nowa Karczma     | distrito urbano |
| Młyniska         | distrito urbano |
| Przebrno         | distrito urbano |

## História
As primeiras referências confirmadas sobre a colonização na área da atual Krynica Morska datam dos anos 1258-1282. Elas mencionam a localidade de Lipa (Liep), cujo nome derivava de uma árvore fronteiriça. Após 1309, a Ordem Teutônica incorporou Lipa à Comenda de Elbląg. Ela foi mencionada pela primeira vez com o nome de Kahlberg em um documento de 20 de agosto de 1424 pelo comodoro de Elbląg (Henryk Hold - 1416–1428), que concedeu um privilégio de fundação para a estalagem de Mikołaj Wildenberg, que desempenhava um papel importante na rota comercial de Gdansk a Königsberg, atravessando o cordão do Vístula. Comerciantes, cavaleiros e outros viajantes que se dirigiam para península da Sâmbia se hospedavam e se alimentavam na pousada.
Durante o período polonês (1466–1793), ela pertencia a Gdansk e, depois de 1842, tornou-se propriedade de Elbląg. Após a Segunda Partição da Polônia, em 1793. Krynica Morska ficou sob o domínio do Reino da Prússia. Ainda no início do século XIX, o assentamento era de pouca importância, pois apenas quatro famílias de pescadores viviam lá (1814). A pousada local abrigava a estação de correios real com uma pousada e estábulos para cavalos, na estrada de correios de Berlim a Königsberg que levava até lá.
Em 24 de agosto de 1828, os primeiros turistas de Elbląg chegaram a Krynica Morska a bordo do navio a vapor “Coppernikus”. Em 1842, foram estabelecidas conexões marítimas para Elbląg e Königsberg, e em 11 de julho de 1843 foi inaugurado o primeiro balneário, Kahlberg. Em 1872, foi criada a Companhia de Banhos Marítimos de Kahlberg, que contribuiu para o desenvolvimento de Krynica Morska. Os investimentos que a empresa realizou na área do balneário, como, por exemplo, a construção de estradas melhores, o fornecimento de iluminação, o abastecimento de água e os sistemas de esgoto, aumentaram a reputação do balneário. Em 1 de maio de 1895, foi inaugurado um farol em Krynica. Os navios começaram a operar regularmente entre Elbląg e Krynica Morska, entre eles o s/s “Preussen”, um navio a vapor de luxo capaz de levar 1 500 passageiros a bordo. Após a guerra, ele navegou sob a bandeira polonesa na rota Szczecin-Świnoujście com o nome de s/s “Diana”.
Em 3 de maio de 1945, as unidades alemãs foram expulsas da cidade por tropas do 2.º Exército de Guardas e do 45.º Exército da 3.ª Frente Bielorrussa do Exército Vermelho.
O vilarejo foi ampliado significativamente após a Segunda Guerra Mundial. Até o final de 1972, Łysica pertencia ao condado de Elbląg. Até 1954, era um vilarejo na comuna de Tolkmicko, entre 1954 e 1958 era uma gromada de Łysica, e, a partir de 1959 — já como Krynica Morska — tinha a classificação de assentamento. Em 1 de janeiro de 1973, como consequência de outra reforma comunal que aboliu a gromada e os assentamentos, Krynica Morska perdeu a condição de assentamento, tornando-se uma aldeia na comuna reativada de Sztutowo, no condado de Nowy Dwór-Gdańsk da voivodia de Gdansk. Krynica Morska não retornou às suas funções administrativas até mais de 18 anos depois, quando, em 2 de abril de 1991, as aldeias de Krynica Morska, Nowa Karczma e Przebrno foram excluídas da comuna de Sztutowo para formar a cidade de Krynica Morska

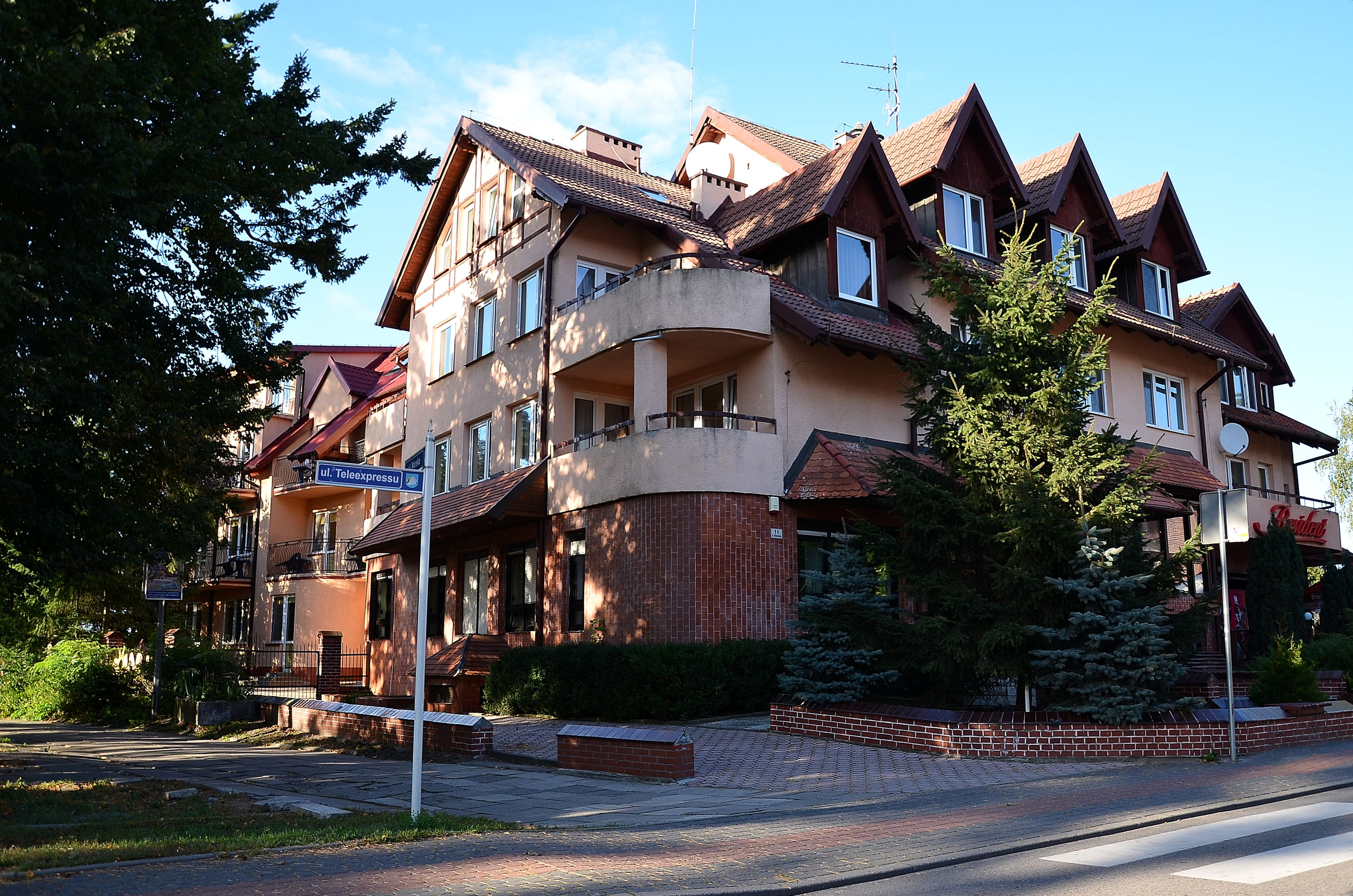
Mansão histórica Relaks
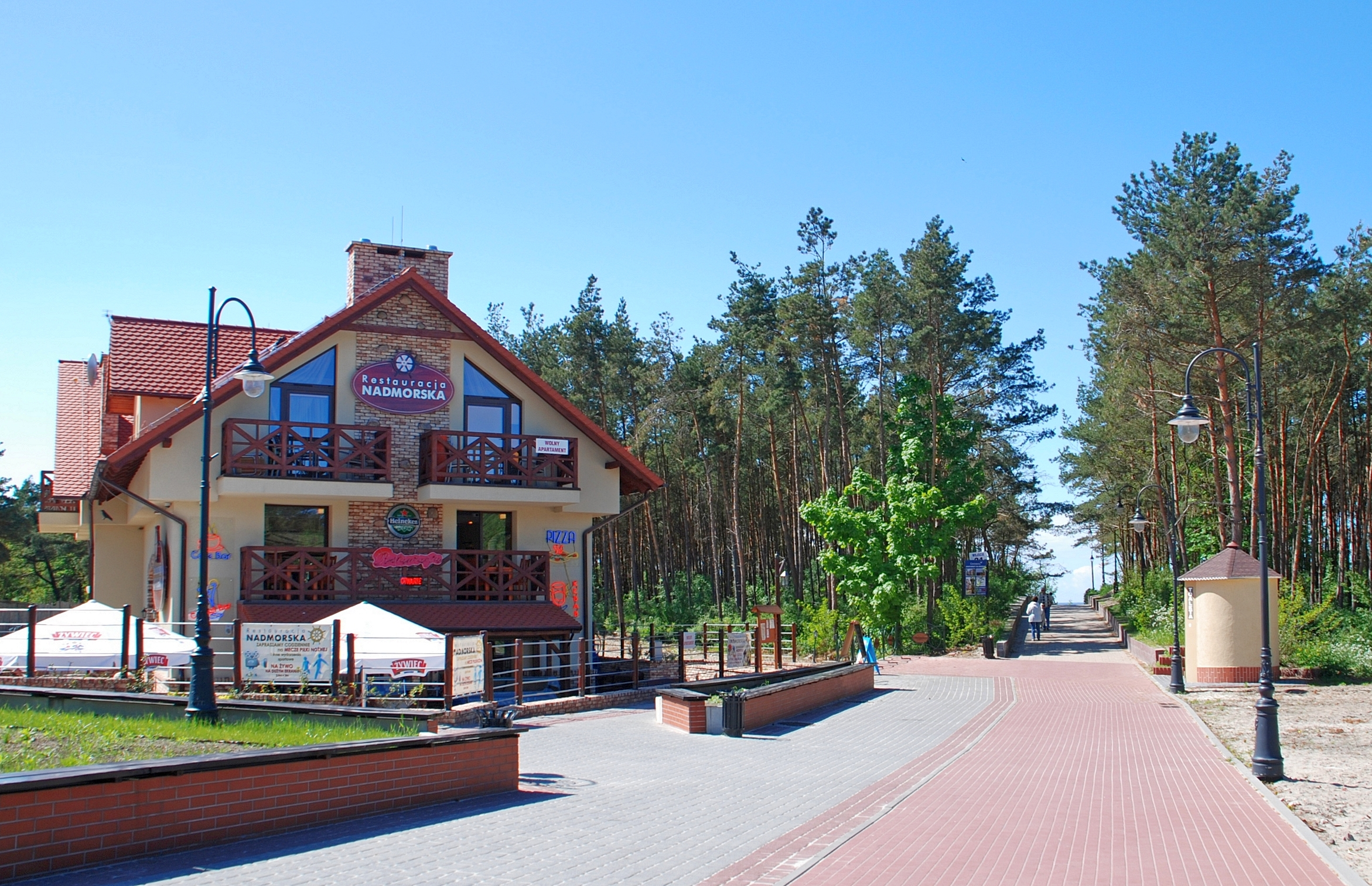
Entrada principal da praia
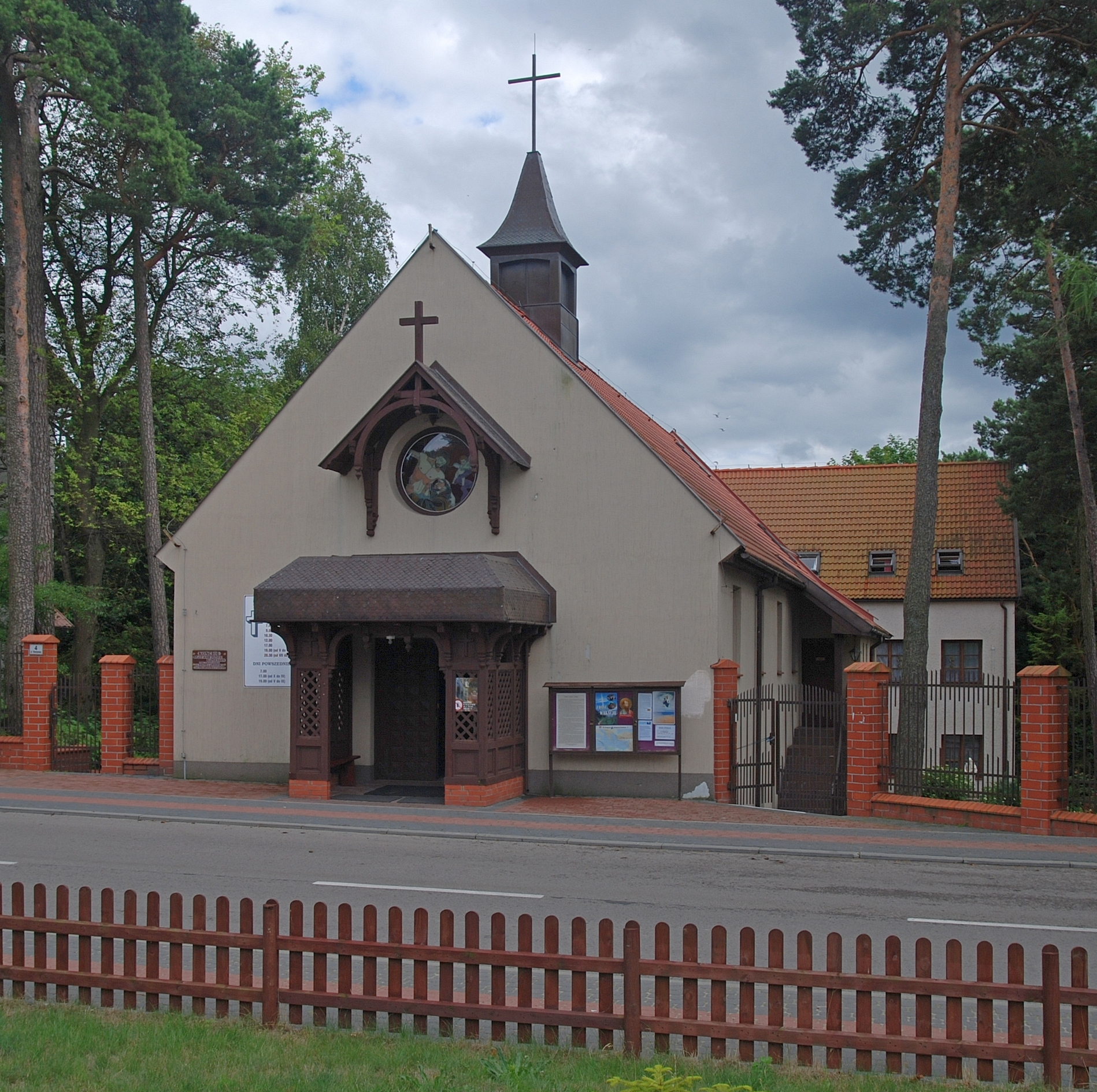
Igreja paroquial

## Turismo
A cidade tem áreas de campismo, acampamentos, centros de férias e hotéis. Durante a temporada, há uma conexão de barco costeiro com Tolkmicko, Elbląg e Frombork.
Um balneário de verão de 1950 m de comprimento foi organizado em Krynica Morska, com a temporada de banho fixada de 24 de junho a 31 de agosto.
Lista de locais turísticos em Krynica Morska:
- Wielbłądzi Grzbiet − a duna mais alta do cordão do Vístula (49,5 m acima do nível do mar); o único ponto natural do cordão de onde se pode ver o golfo de Gdansk e a lagoa do Vístula ao mesmo tempo
- Porto de Krynica Morska
- Igreja paroquial de São Pedro Apóstolo e São Francisco, datada de 1938
- Farol
- Rua Teleexpress, única rua na Polônia com o nome de um programa de televisão
- Cemitério de soldados soviéticos próximo ao farol
- Monumento aos primeiros colonos que chegaram a Krynica Morska após a Segunda Guerra Mundial
- Banco vermelho com a inscrição “Apaixonados em Krynica Morska” localizado no Boulevard Słoneczny[25]
- Torre de observação de madeira com cerca de 7 m de altura, popular entre os ornitólogos, localizada no monte Pirata.[26]

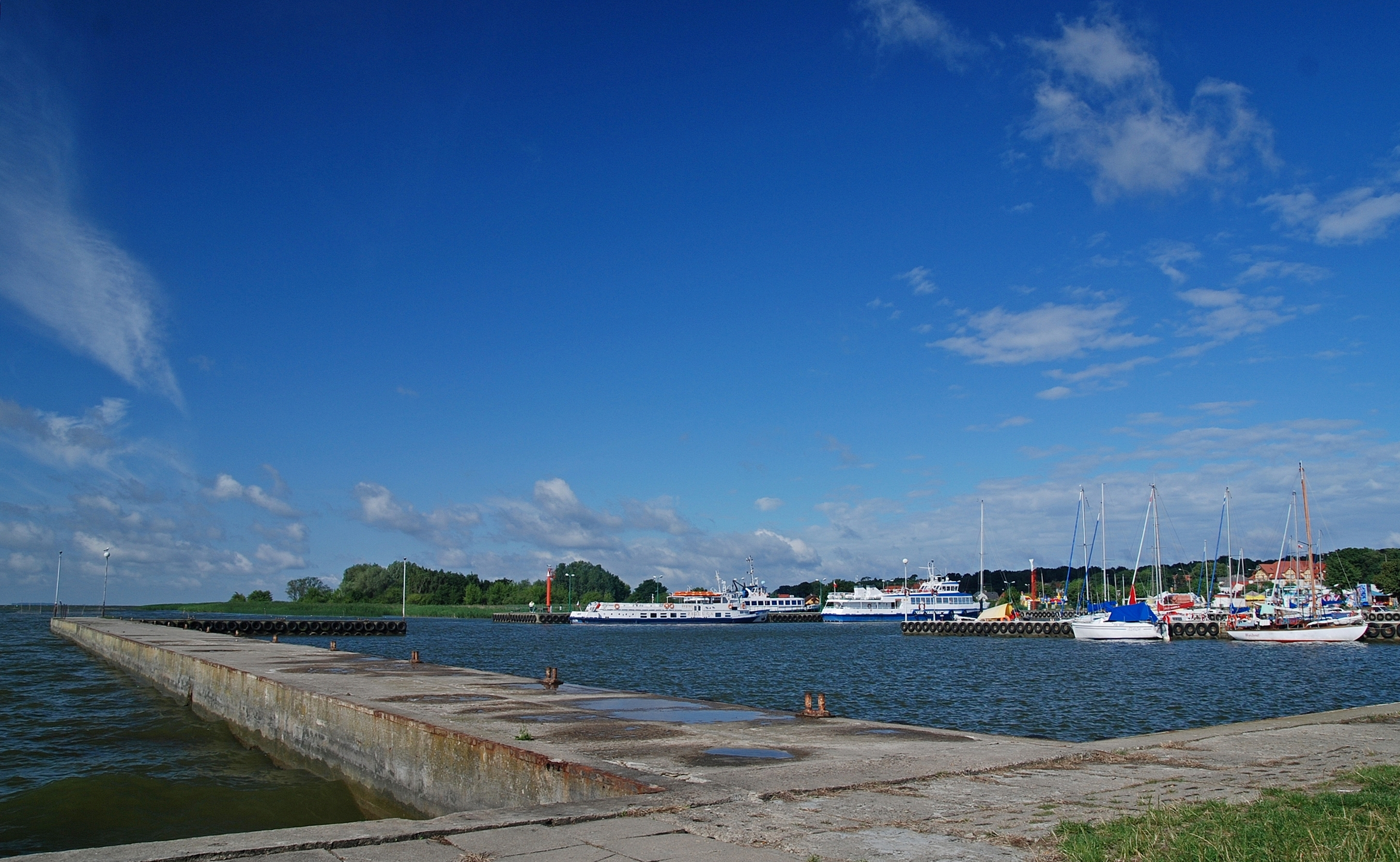
Porto marítimo na lagoa do Vístula
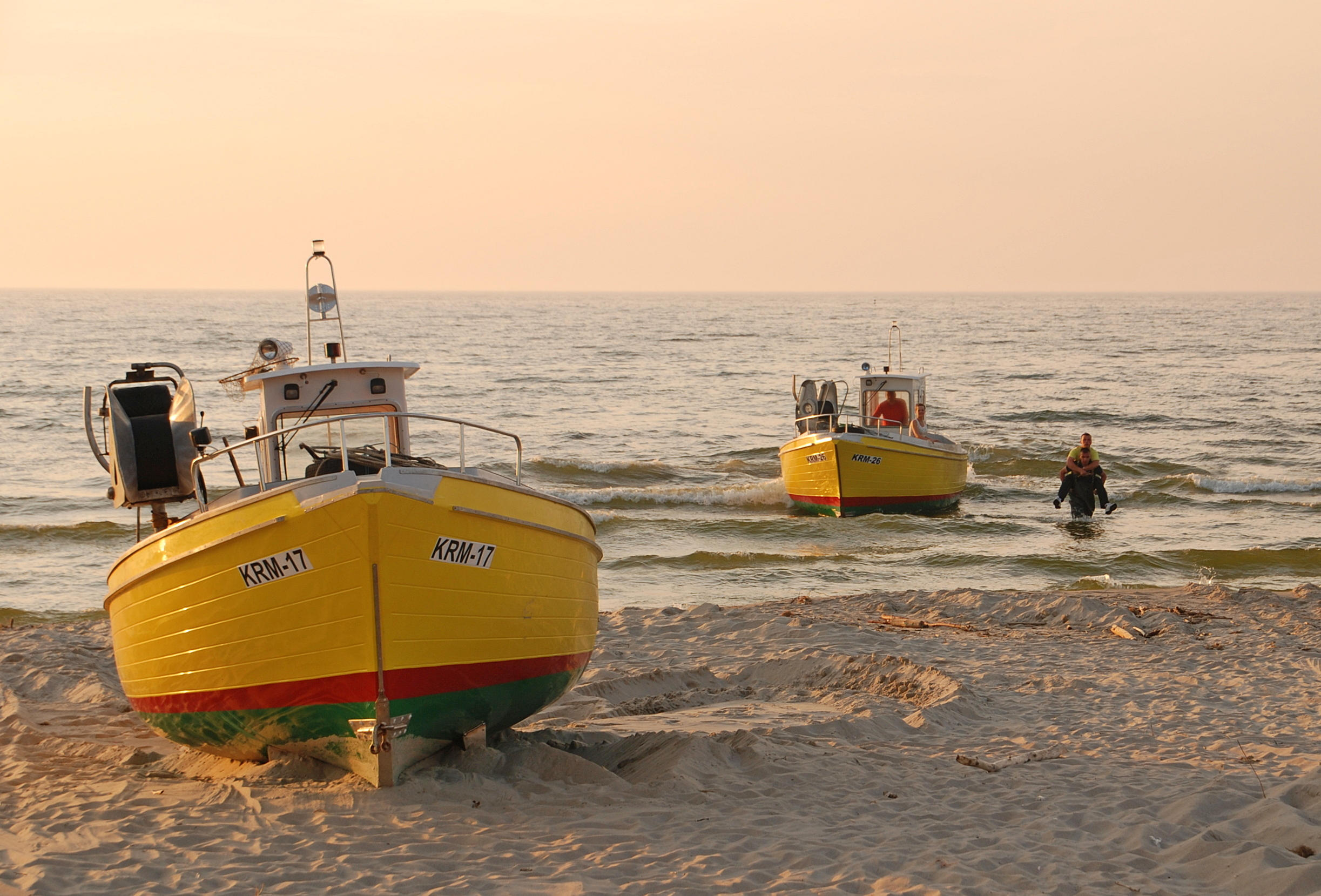
Porto de pesca
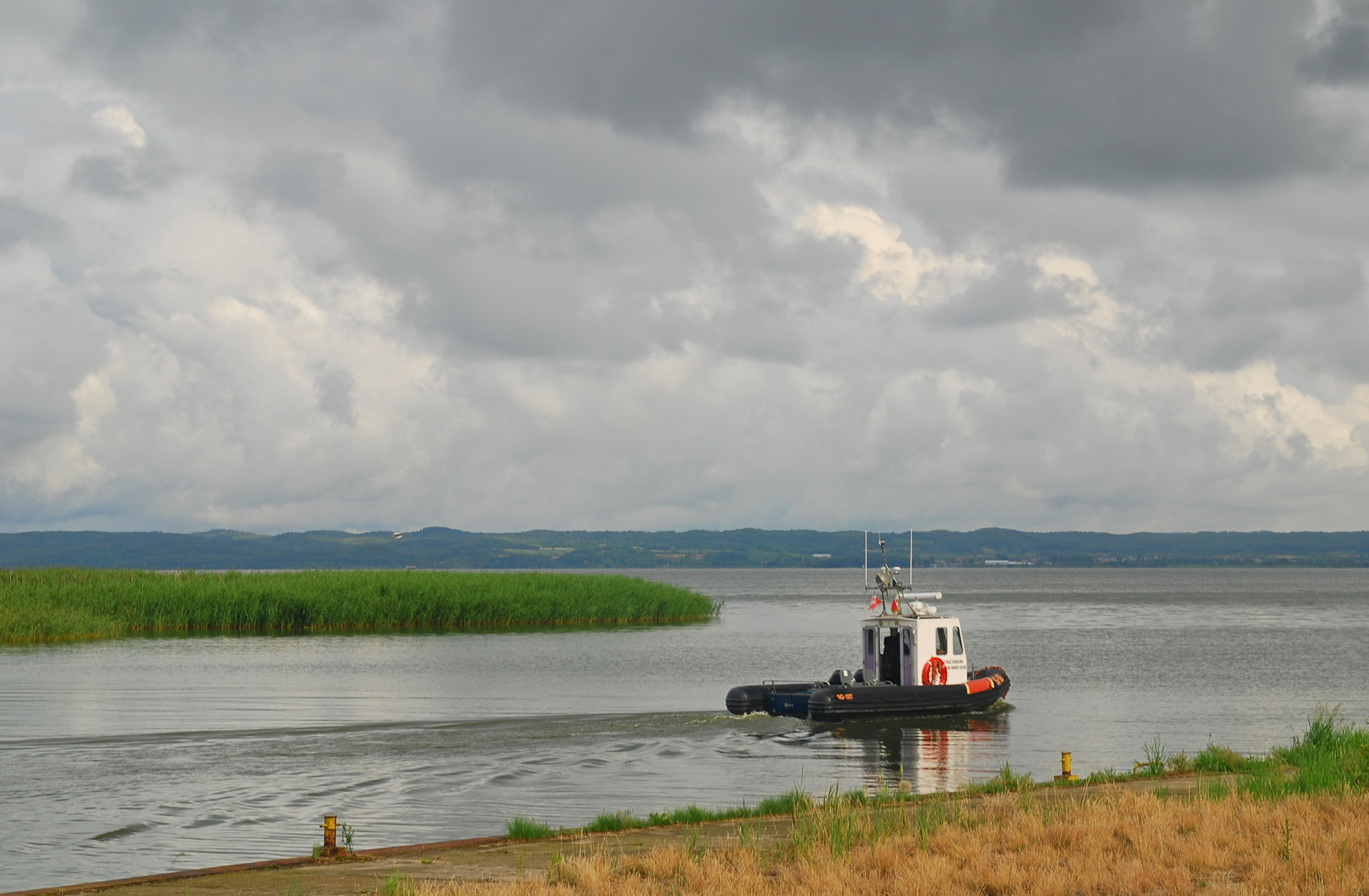
Porto de pesca na lagoa do Vístula

## Transporte aquaviário
Há um porto marítimo e 4 marinas em Krynica Morska (comuna urbana):
- Porto marítimo de Krynica Morska (na lagoa do Vístula)
  - Cais de iates em Krynica Morska
  - Cais de pesca e de iates em Krynica Morska
- Marina em Krynica Morska (na baía de Gdansk)[27]
- Marina “Leśniczówka” (na baía de Gdansk)[28]
- Marina “Basin III — Nowa Karczma”[29] (na lagoa do Vístula) (na parte da cidade de Nowa Karczma)
- Marina “Piaski” (na baía de Gdansk)

Os barcos e barcos de pesca dessa localidade têm o registro “KRM ou Krm — [número da unidade]”.

## Segurança
Em Krynica Morska há um posto avançado da Guarda de Fronteira (Morski Oddział Straży Granicznej), protegendo a seção da fronteira com a Federação Russa no cordão do Vístula (região de Kaliningrado).

## Administração
Krynica Morska é uma comuna urbana. O órgão legislativo é o Conselho Municipal de Krynica Morska, composto por 15 conselheiros.
Os residentes de Krynica Morska elegem conselheiros para a assembleia provincial pelo distrito eleitoral n.º 5. Eles elegem deputados para o Sejm pelo distrito eleitoral n.º 25, um senador pelo distrito eleitoral n.º 67 e membros do Parlamento Europeu pelo distrito eleitoral n.º 1.
As autoridades municipais foram bem avaliadas no relatório resumido do mandato de 2010–2014 preparado por Curulis. Krynica Morska foi classificada em primeiro lugar na categoria de municípios turísticos com as maiores mudanças no potencial financeiro entre 2010 e 2013.

## Comunidades religiosas
- Paróquia de São Pedro Apóstolo e São Francisco de Assis, rua Teleexpresso, 4[32]
- Paróquia de Nossa Senhora Estrela do Mar, rua Piaskowa, 30[33]